# Cascades (hardware)

Logo del Pentium III Xeon

Cascades era il nome in codice della terza versione del processore Intel Xeon ed era il successore del core Tanner, che venne presentato alla stampa il 25 ottobre 1999.
A quei tempi il nome commerciale Xeon veniva ancora abbinato al nome commerciale del processore desktop dal quale derivava; il precedente core Tanner veniva commercializzato come "Pentium III Xeon" dato che derivava dal progetto Katmai alla base del primo Pentium III. Cascades, pur essendo il terzo processore appartenente alla famiglia Xeon, fu di fatto la seconda generazione del processore "Pentium III Xeon".

## Caratteristiche tecniche

### Processo produttivo
Come il predecessore Tanner derivava dal primo Pentium III Katmai, così anche Cascades derivava dal successore di Katmai, il core Coppermine. Ancora una volta, le caratteristiche di Cascades erano molto simili a questo processore desktop, e tra queste le più importanti riguardavano il nuovo processo produttivo a 180 nm (in luogo del precedente a 250 nm) e un nuovo bus a 133 MHz.
Inizialmente era prevista solo la versione con questo BUS a 133 MHz e con cache L2 da 256 KB, che in pratica rendeva il core Cascades equivalente al normale Pentium III Coppermine a parte il supporto alla modalità SMP per i sistemi multiprocessore. In seguito, anche a causa di pressioni da parte dei rivenditori, Intel decise di offrire anche soluzioni che integravano una cache L2 variabile da 1 MB e 2 MB, ma in questo caso il BUS era stato ridotto a 100 MHz per poter contenere la dissipazione termica.
Vennero presentate sia versioni basate sul socket Slot 2, sia per il Socket 495; quelle per lo Slot 2 avevano un clock variabile tra i 600 MHz e i 933 MHz, mentre quelle per il 495, tra i 733 MHz e i 1000 MHz.

### Tecnologie implementate
Al pari del predecessore, le istruzioni implementate erano le MMX e le SSE; non vennero integrate nuove tecnologie, come del resto avvenne per il procgetto desktop Coppermine.

## Modelli
La tabella seguente mostra i modelli di Xeon, basati sul core Cascades, arrivati sul mercato. Molti di questi condividono caratteristiche comuni pur essendo basati su diversi core; per questo motivo, allo scopo di rendere maggiormente evidente tali affinità e "alleggerire" la visualizzazione alcune colonne mostrano un valore comune a più righe. Di seguito anche una legenda dei termini (alcuni abbreviati) usati per l'intestazione delle colonne:
- Nome Commerciale: si intende il nome con cui è stato immesso in commercio quel particolare esemplare.
- Data: si intende la data di immissione sul mercato di quel particolare esemplare.
- Socket: lo zoccolo della scheda madre in cui viene inserito il processore. In questo caso il numero rappresenta oltre al nome anche il numero dei pin di contatto.
- N°Core: si intende il numero di core montati sul package: 1 se "single core" o 2 se "dual core".
- Clock: la frequenza di funzionamento del processore.
- Molt.: sta per "Moltiplicatore" ovvero il fattore di moltiplicazione per il quale bisogna moltiplicare la frequenza di bus per ottenere la frequenza del processore.
- Pr.Prod.: sta per "Processo produttivo" e indica tipicamente la dimensione dei gate dei transistors (180 nm, 130 nm, 90 nm) e il numero di transistor integrati nel processore espresso in milioni.
- Voltag.: sta per "Voltaggio" e indica la tensione di alimentazione del processore.
- Watt: si intende il consumo massimo di quel particolare esemplare.
- Bus: frequenza del bus di sistema.
- Cache: dimensione delle cache di 1º e 2º livello.
- XD: sta per "XD-bit" e indica l'implementazione della tecnologia di sicurezza che evita l'esecuzione di codice malevolo sul computer.
- 64: sta per "EM64T" e indica l'implementazione della tecnologia a 64 bit di Intel.
- HT: sta per "Hyper-Threading" e indica l'implementazione della esclusiva tecnologia Intel che consente al sistema operativo di vedere 2 core logici.
- ST: sta per "SpeedStep Technology" ovvero la tecnologia di risparmio energetico sviluppata da Intel e inserita negli ultimi Pentium 4 Prescott serie 6xx per contenere il consumo massimo.
- VT: sta per "Vanderpool Technology", la tecnologia di virtualizzazione che rende possibile l'esecuzione simultanea di più sistemi operativi differenti contemporaneamente.

| Nome Commerciale   | Data        | Socket | N°Core | Clock   | Molt. | Pr.Prod.    | Voltag. | Watt | Bus     | Cache                   | XD | 64 | HT | ST | VT |
| ------------------ | ----------- | ------ | ------ | ------- | ----- | ----------- | ------- | ---- | ------- | ----------------------- | -- | -- | -- | -- | -- |
| P III Xeon 600 MHz | 25/ott/1999 | Slot 2 | 1      | 600 MHz | 4,5x  | 180 nm N.A. | 2,8 V   | 21 W | 133 MHz | L1=16KB L2=256KB L3=0MB | No | No | No | No | No |
| P III Xeon 667 MHz | 25/ott/1999 | Slot 2 | 1      | 667 MHz | 5x    | 180 nm N.A. | 2,8 V   | 23 W | 133 MHz | L1=16KB L2=256KB L3=0MB | No | No | No | No | No |
| P III Xeon 733 MHz | 25/ott/1999 | Slot 2 | 1      | 733 MHz | 5,5x  | 180 nm N.A. | 2,8 V   | 25 W | 133 MHz | L1=16KB L2=256KB L3=0MB | No | No | No | No | No |
| P III Xeon 800 MHz | 12/gen/2000 | Slot 2 | 1      | 800 MHz | 6x    | 180 nm N.A. | 2,8 V   | 27 W | 133 MHz | L1=16KB L2=256KB L3=0MB | No | No | No | No | No |
| P III Xeon 866 MHz | 10/apr/2000 | Slot 2 | 1      | 866 MHz | 6,5x  | 180 nm N.A. | 2,8 V   | 30 W | 133 MHz | L1=16KB L2=256KB L3=0MB | No | No | No | No | No |
| P III Xeon 933 MHz | 24/gen/2000 | Slot 2 | 1      | 933 MHz | 7x    | 180 nm N.A. | 2,8 V   | 32 W | 133 MHz | L1=16KB L2=256KB L3=0MB | No | No | No | No | No |
| P III Xeon 700 MHz | 22/mag/2000 | Slot 2 | 1      | 700 MHz | 7x    | 180 nm N.A. | 2,8 V   | 32 W | 100 MHz | L1=16KB L2=1MB L3=0MB   | No | No | No | No | No |
| P III Xeon 700 MHz | 22/mag/2000 | Slot 2 | 1      | 700 MHz | 7x    | 180 nm N.A. | 2,8 V   | 32 W | 100 MHz | L1=16KB L2=2MB L3=0MB   | No | No | No | No | No |
| P III Xeon 900 MHz | 21/mar/2001 | Slot 2 | 1      | 900 MHz | 9x    | 180 nm N.A. | 2,8 V   | 39 W | 100 MHz | L1=16KB L2=2MB L3=0MB   | No | No | No | No | No |

Nota: la tabella soprastante è un estratto di quella completa contenuta nella pagina dello Xeon.

## Il successore
Cascades fu l'ultimo "Pentium III Xeon". A partire dal suo successore, Foster, il primo Xeon basato sull'architettura NetBurst del Pentium 4, Intel decise di abbandonare il riferimento al processore desktop da cui derivava il progetto, nominando da quel momento in poi i propri processori server a 32 bit semplicemente come "Xeon".